# Cesar Correia
Cesar Correia (Sao Braz de Alportel, 1935. április 1. –) portugál nemzetközi labdarúgó-játékvezető.

## Pályafutása

### Nemzetközi játékvezetés
A Portugál labdarúgó-szövetség Játékvezető Bizottsága (JB) terjesztette fel nemzetközi játékvezetőnek, a Nemzetközi Labdarúgó-szövetség (FIFA) 1973-tól tartotta nyilván bírói keretében. Több nemzetek közötti válogatott és klubmérkőzést vezetett vagy partbíróként tevékenykedett. A portugál nemzetközi játékvezetők rangsorában, a világbajnokság-Európa-bajnokság sorrendjében többedmagával a 7. helyet foglalja el 5 találkozó szolgálatával. Az aktív nemzetközi játékvezetéstől 
1982-ben búcsúzott.

#### Világbajnokság
Az 1979-es ifjúsági labdarúgó-világbajnokságot Japánban rendezték, ahol a FIFA bírói feladattal látta el.
| Időpont             | Helyszín                 | Mérkőzés típusa        | Mérkőzés            | Eredmény | Nézők száma |
| ------------------- | ------------------------ | ---------------------- | ------------------- | -------- | ----------- |
| 1979. augusztus 30. | Városi Stadion, Jokohama | selejtező (D. csoport) | Szovjetunió–Uruguay | 0 : 1    | 5 000       |

A világbajnoki döntőhöz vezető úton Argentínába  a XI., az 1978-as labdarúgó-világbajnokságra és  Spanyolországba a XII., az 1982-es labdarúgó-világbajnokságra a FIFA JB játékvezetőként alkalmazta.
| Időpont            | Helyszín               | Mérkőzés típusa           | Mérkőzés         | Eredmény | Nézők száma |
| ------------------ | ---------------------- | ------------------------- | ---------------- | -------- | ----------- |
| 1977. október 8.   | Nemzeti Stadion, Lagos | Afrikai zónadöntő         | Nigéria–Egyiptom | 4 : 0    |             |
| 1981. november 11. | Wankdorf Stadion, Bern | előselejtező (4. csoport) | Svájc–Románia    | 0 : 0    | 16 000      |

#### Európa-bajnokság
Az európai-labdarúgó torna döntőjéhez vezető úton Jugoszláviába az V., az 1976-os labdarúgó-Európa-bajnokságra és Olaszországba a VI., az 1980-as labdarúgó-Európa-bajnokságra az UEFA JB játékvezetőként foglalkoztatta.
| Időpont              | Helyszín                | Mérkőzés típusa           | Mérkőzés        | Eredmény | Nézők száma |
| -------------------- | ----------------------- | ------------------------- | --------------- | -------- | ----------- |
| 1975. május 21.      | Wankdorf Stadion, Bern  | előselejtező (6. csoport) | Svájc–Írország  | 1 : 0    | 12 793      |
| 1978. október 11.    | Wankdorf Stadion, Bern  | előselejtező (4. csoport) | Svájc–Hollandia | 1 : 3    | 23 000      |
| 1979. szeptember 12. | Wembley Stadion, London | előselejtező (1. csoport) | Anglia–Dánia    | 1 : 0    | 88 660      |